# Cantone di Langeais
Il Cantone di Langeais /lɑ̃ˈʒɛ/ è una divisione amministrativa dell'arrondissement di Chinon e dell'arrondissement di Tours.
A seguito della riforma approvata con decreto del 18 febbraio 2014, che ha avuto attuazione dopo le elezioni dipartimentali del 2015, è passato da 9 a 32 comuni.

## Composizione
I 9 comuni facenti parte prima della riforma del 2014 erano:
- Avrillé-les-Ponceaux
- Cinq-Mars-la-Pile
- Cléré-les-Pins
- Les Essards
- Ingrandes-de-Touraine
- Langeais
- Mazières-de-Touraine
- Saint-Michel-sur-Loire
- Saint-Patrice

Dal 2015 i comuni appartenenti al cantone sono i seguenti 32:
- Ambillou
- Avrillé-les-Ponceaux
- Benais
- Bourgueil
- Braye-sur-Maulne
- Brèches
- Channay-sur-Lathan
- La Chapelle-sur-Loire
- Château-la-Vallière
- Chouzé-sur-Loire
- Cinq-Mars-la-Pile
- Cléré-les-Pins
- Continvoir
- Couesmes
- Courcelles-de-Touraine
- Les Essards
- Gizeux
- Hommes
- Ingrandes-de-Touraine
- Langeais
- Lublé
- Marcilly-sur-Maulne
- Mazières-de-Touraine
- Restigné
- Rillé
- Saint-Laurent-de-Lin
- Saint-Michel-sur-Loire
- Saint-Nicolas-de-Bourgueil
- Saint-Patrice
- Savigné-sur-Lathan
- Souvigné
- Villiers-au-Bouin